# Bathydrilus vetustus
Bathydrilus vetustus är en ringmaskart som beskrevs av Erséus 1990. Bathydrilus vetustus ingår i släktet Bathydrilus och familjen glattmaskar. Inga underarter finns listade i Catalogue of Life.